# インドの歴史

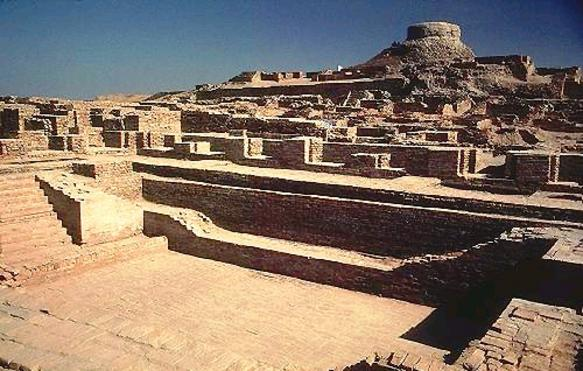
モエンジョ・ダーロ遺跡

インドの歴史（インドのれきし、History of India）では、インダス文明以来のインドの歴史について略述する。

## インダス・ガンジス文明

### インダス文明

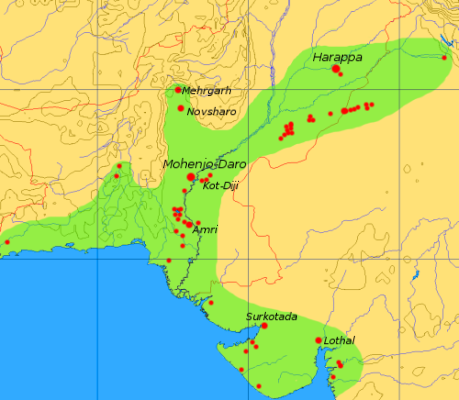
インダス文明

紀元前2600年頃より、インダス川流域にインダス文明が栄えた。民族系統は諸説あり、Iravatham Mahadevanが紀元前3500年頃に西アジアから移住してきたとのドラヴィダ人仮説（Dravidian hypothesis、南インドのドラヴィダ系の民族）を提唱したが、ワシントン大学のRajesh P. N. Raoはドラヴィダ人仮説への有力な反例を示し、フィンランドの研究者アスコ・パルボラが支持し、研究は振り出しに戻っている。
パンジャーブ地方のハラッパー、シンド地方のモエンジョ・ダーロなどの遺跡が知られるほか、沿岸部のロータルでは造船が行われていた痕跡が見られ、ウルを始めとしたメソポタミアの諸都市と交流していた。
焼き煉瓦を用いて街路や用水路、浴場などを建造し、一定の都市計画に基づいて建設されていることを特徴としていたが、紀元前2000年頃から衰退へと向かった。この頃になると各地域ごとに文化発展が見られ、アハール・バナス文化 (Ahar–Banas culture)、マールワー文化 (Malava Kingdom, Malwa culture)、ジョールウェー文化 (Jorwe culture) などがその例として挙げられる。
これらの文化が滅亡した要因として環境問題（紀元前1628年から紀元前1626年までの気候変動の原因となったギリシャ・サントリーニ島のミノア噴火）などが指摘されているが、インダス文字が未解読なこともあり、詳細ははっきりとしていない。

### 前期ヴェーダ時代

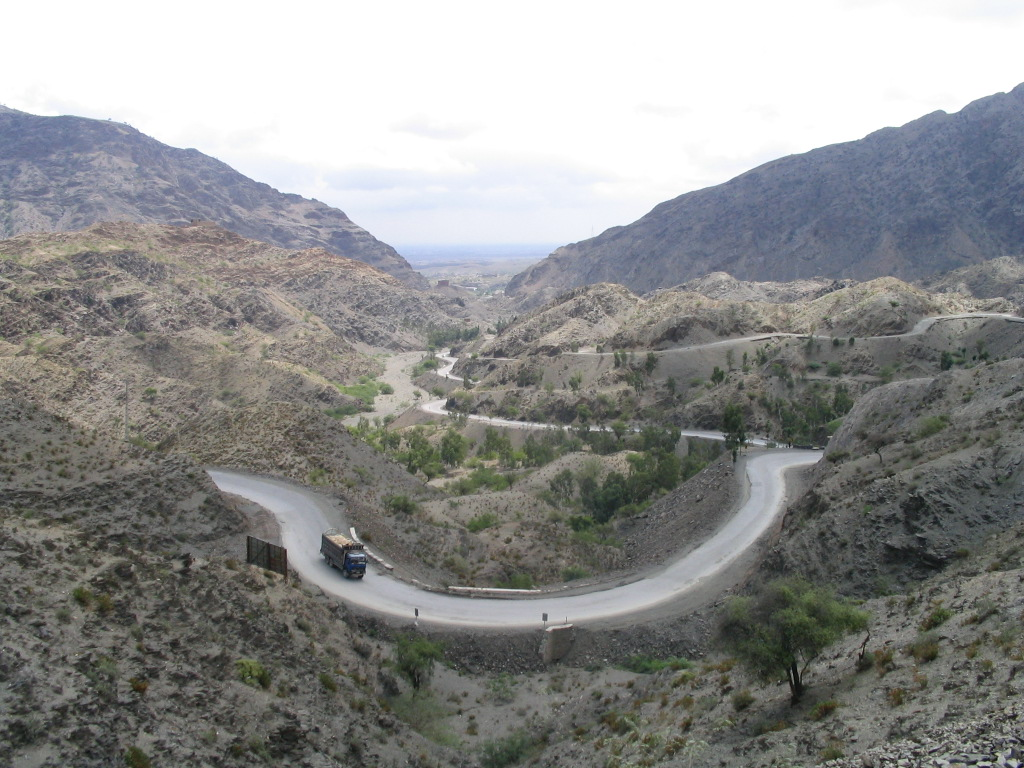
カイバル峠

インド・アーリア人は、紀元前1500年前後に現在のアフガニスタン・バクトリアから北西インド（現在のパキスタン）に移住したと考えられているが、インドの伝承では移動に関して何も記していない。『リグ・ヴェーダ』によれば、その後、バラタ族・トリツ族など諸部族の間で戦争が勃発した（十王戦争）。バラタ族の社会は、幾つかの部族集団によって構成されていた。部族を率いたものを「ラージャン」と称し、ラージャンの統制下で戦争などが遂行された。ラージャンの地位は世襲されることが多かったが、部族の構成員からの支持を前提としており、その権力は専制的なものではなかったとされる。
バラタ族は、軍事力において先住民を圧倒する一方で、先住民から農耕文化の諸技術を学んだ。こうして、前期ヴェーダ時代後半には、牧畜生活から農耕生活への移行が進んでいった。また、バラタ族と先住民族のプール族の混血も進んでいった（クル族の誕生）。『リグ・ヴェーダ』において、先住民に由来する発音が用いられていることも、こうした裏付けになっている。彼らの神々への讃歌と祭式をまとめたものがヴェーダである。司祭者バラモンがヴェーダの神々を祀り、ここにヴェーダの宗教が初期バラモン教としてインド化していった。

### 後期ヴェーダ時代とガンジス文明

#### 十六大国

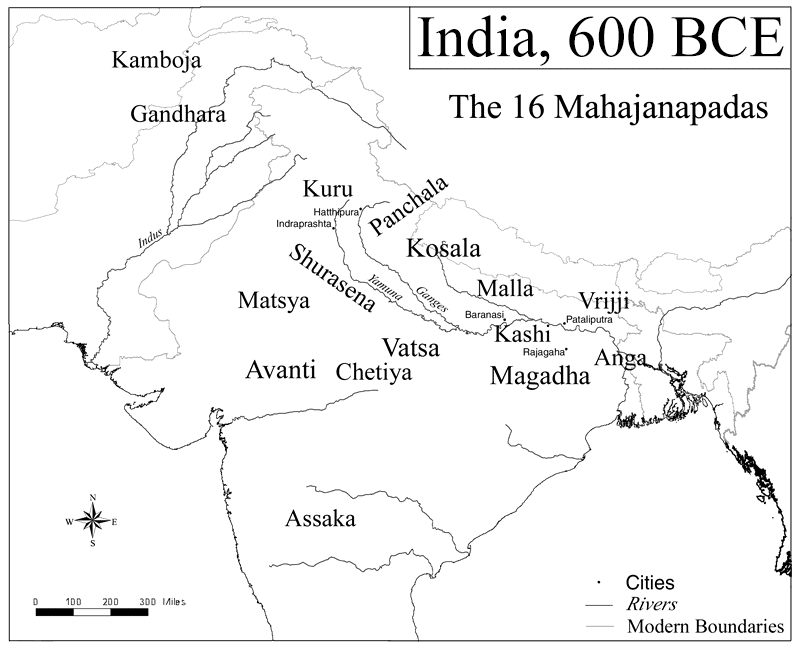
十六大国の位置

紀元前1000年頃より、バラタ族はガンジス川流域へと移動した。そして、この地に定着して本格的な農耕社会を形成した。また、この時代に鉄器が導入された。鉄器による農耕技術の発展と、それに伴う余剰生産物の発生によって、徐々に商工業の発展も見られるようになった。農作物としては、それまで栽培されていた大麦に加え、ガンジス川流域では米が作られた。さらに、小麦の栽培も開始された。
ヴェーダ祭式文化を拠り所とした社会は拡大を続け、現在の東インド、ビハール州にあたる地域にまで広がった。一方で、ヴェーダ祭式文化の拡大は、旧来の政治勢力・伝統的祭式観の影響力低下をもたらした。北インドでは諸勢力が台頭し、十六大国が興亡を繰り広げる時代へと突入した。『マハーバーラタ』によると、紀元前950年頃にクル族の子孫であるカウラヴァ王家が内部分裂し、クルクシェートラの戦いでパンチャーラ国に敗北して衰退していった。こうした中で、祭司階級であるバラモンがその絶対的地位を失い、戦争や商工業に深く関わるクシャトリヤ・ヴァイシャの社会的な地位上昇がもたらされた。十六大国のうち、とりわけマガダ国とコーサラ国が二大勢力として強勢であった。十六大国の一つに数えられたガンダーラは、紀元前6世紀後半にアケメネス朝のダレイオス1世のインド遠征 (en:Achaemenid conquest of the Indus Valley) によって支配されるようになり、他のインドの国々から切り離されアフガニスタンの歴史を歩み始めることになった。

#### ウパニシャッド哲学と新宗教
紀元前5世紀になると、4大ヴェーダが完成し、バラモン教が宗教として完成した。ガンジス川流域で諸国の抗争が続く中でバラモンが凋落すると、それに代わりクシャトリヤやヴァイシャが勢力を伸ばすようになった。こうした変化を背景にウパニシャッド哲学が興り、その影響下にマハーヴィーラ（ヴァルダマーナ）によってジャイナ教が、マッカリ・ゴーサーラによってアージーヴィカ教が、釈迦（シャカ、ガウタマ・シッダールタ）によって初期仏教が、それぞれ創始され当時のインド四大宗教はほぼ同時期にそろって誕生し、「六師外道」とも呼称された自由思想家たちが活躍した。

### ペルシャとギリシャの征服
紀元前330年頃には、インド北西部にマケドニア王国のアレクサンドロス3世（大王）が進出し、ナンダ朝マガダ国（後述）に接触していた。

## 古代インドの諸王朝

### マウリヤ朝マガダ国のインド統一
マガダ国とコーサラ国の抗争は、最終的にマガダ国がコーサラ国を撃破することで決着した。紀元前4世紀後半、ナンダ朝マガダ国をチャンドラグプタが打倒し、インド初の統一王朝であるマウリヤ朝マガダ国が成立した。王位を息子のビンドゥサーラに譲ったチャンドラグプタはジャイナ教徒になったといわれている。
紀元前3世紀のアショーカ王の時代にマウリヤ朝は最盛期を迎えた。南端部を除くインド亜大陸の全域を支配し、ダルマに基づく政治がなされ、官僚制が整備され、また、属州制を導入するなど中央集権的な統治体制が形成され、秦やローマ帝国と並ぶ古代帝国が築き上げられた。しかし、アショーカ王の死後より弱体化が進み、紀元前2世紀後半に滅亡した。その後、西暦4世紀にグプタ朝が成立するまでの数百年、北インドは混乱の時代を迎えることとなった。

### クシャーナ朝

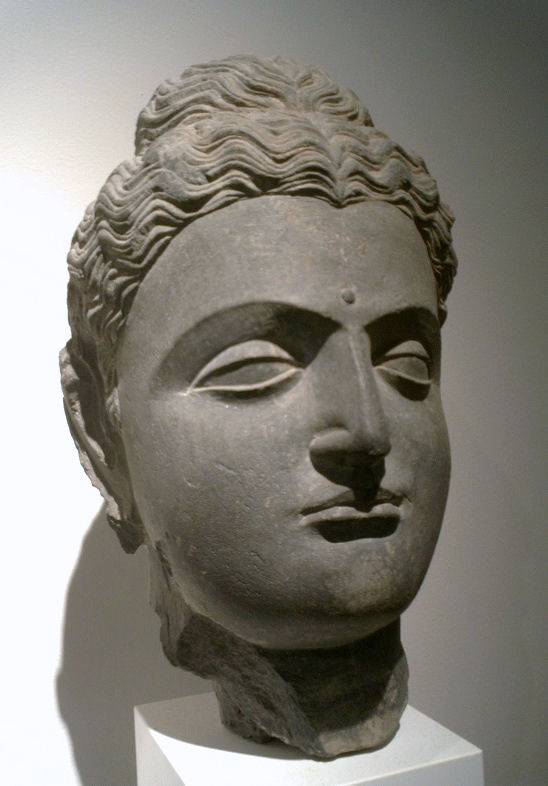
ガンダーラの仏頭（2世紀）

マウリヤ朝の滅亡後、中央アジアの大月氏から自立したクシャーナ朝が1世紀後半インダス川流域に進出し、プルシャプラ（ペシャーワル）を都として2世紀のカニシカ王（カニシュカ王）のもとで最盛期を迎えた。この王朝は、中国とペルシア、ローマをむすぶ内陸の要地を抑えており、「文明の十字路」としての役割を果たした。この頃、仏教文化とギリシア美術が結びつきガンダーラ美術が成立した。クシャーナ朝は、3世紀にサーサーン朝ペルシアのシャープール1世による遠征を受けて衰退し、滅亡へと至った。

### サータヴァーハナ朝と古代交易網
2世紀になると、南インドではデカン高原のサータヴァーハナ朝（アーンドラ朝）を始めとする諸王朝がローマ帝国など西方との季節風貿易で繁栄した。南インドではローマ帝国時代の金貨が大量に出土しており、当時の交易が極めて活発だったことを裏付けている。インドからは綿織物や胡椒が輸出された。この頃はまた、北インドのバラモン文化が南インドにもたらされ、仏教が広がっていった時期でもあった。
なお、エジプトのギリシア系商人が著した『エリュトゥラー海案内記』は、当時の季節風貿易の様子を知る貴重な史料とされている。

### 大乗仏教のおこり

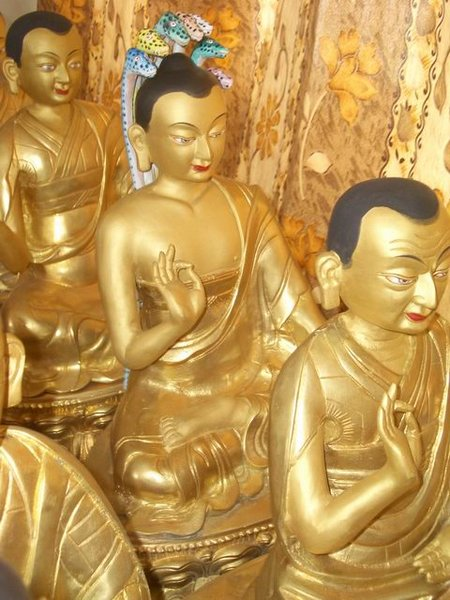
頭上にナーガを戴くナーガールジュナ（龍樹）

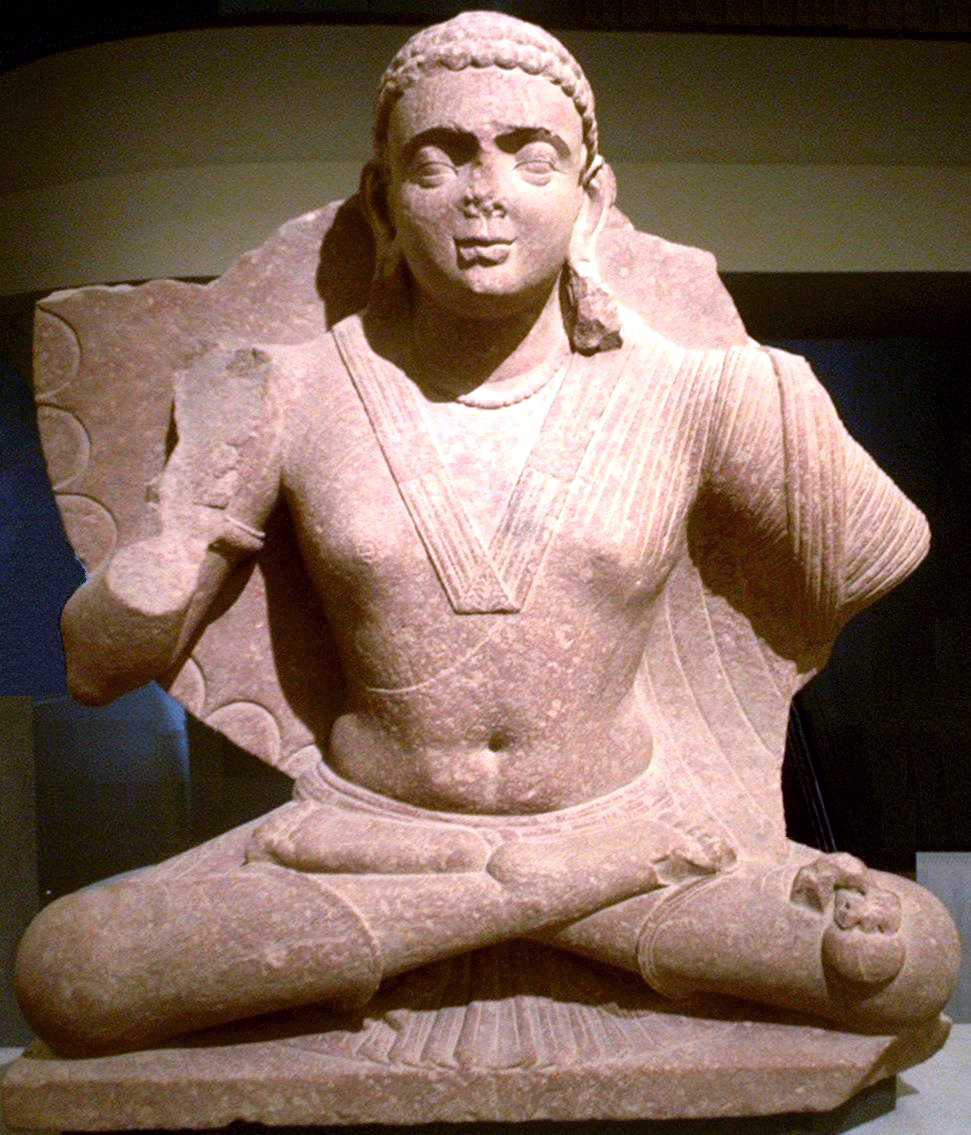
マトゥラー出土の弥勒菩薩像（2世紀、ギメ東洋美術館）

マウリヤ朝の崩壊からグプタ朝の成立までの時期の北インドは、政治的には混乱していたが、文化的には仏教やバラモン教の教義が発展し、優れた彫刻の生まれた時期でもあった。
西暦1世紀始めには大乗仏教が興り、2世紀にはナーガールジュナ（龍樹）が現れて「空」の思想を説いた。現代の大乗仏教は、アフガニスタンから中央アジアを経由して、中国、朝鮮半島、日本へ伝播した（北伝仏教）。また、ヴェーダの宗教であるバラモン教と民間の土俗信仰とが盛んに混淆し、ヒンドゥー教のもとが形成された。
仏像彫刻では、上述のガンダーラのほか、マトゥラーではインド様式による製作がなされるようになった。

### 二大叙事詩と『マヌ法典』

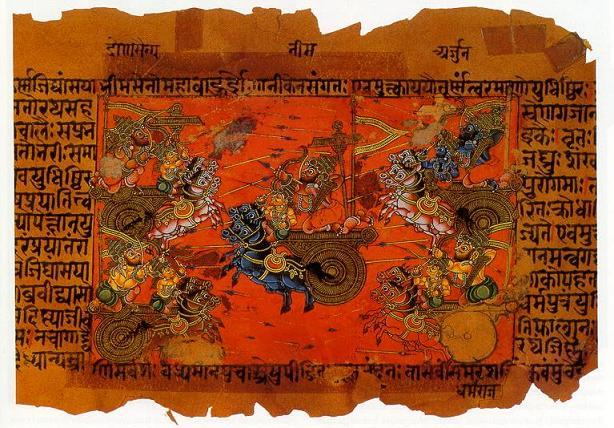
『マハーバーラタ』より「クルクシェートラの戦い」

この時期はまた、『マハーバーラタ』と『ラーマーヤナ』のインド二大叙事詩が形作られた時代でもあった。マハーバーラタは史上最大の規模を持つ壮大な叙事詩であり、ともに後世のインドのみならず東南アジアにも広がって多大な影響を与えた。ここでは、ヴェーダの神々への信仰は衰え、シヴァ、ヴィシュヌ、クリシュナなどの神々が讃えられている。
ダルマ・シャーストラで最も重要なものとされる『マヌ法典』は2世紀頃までに成立したとみられ、バラモンの特権的地位を規定したほか、4ヴァルナの秩序が定められた。現代のインド人の生活のみならず、その精神にまで深く根ざしており、その影響力は計り知れない。これもまた『ヤージュニャヴァルキヤ法典』と並んで、東南アジア世界に大きな影響を及ぼした。

## インド古典文化の完成

### グプタ朝の成立とヒンドゥー教の確立

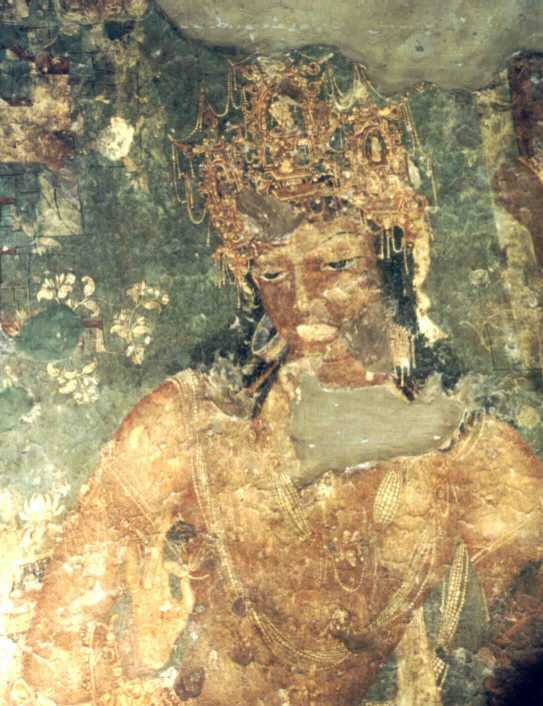
アジャンター石窟寺院の壁画

4世紀前半、グプタ朝がパータリプトラを都として成立し、4世紀後半から5世紀にかけて北インドを統一した。チャンドラグプタ2世の時代に最盛期を迎え、官僚制度・軍事制度が整理され、サンスクリットが公用語に定められた。
4世紀から5世紀にかけてのこの時代は、インド古典文化の黄金時代とされる。宮廷詩人のカーリダーサが戯曲『シャクンタラー』や『メーガ・ドゥータ』などの作品を残した。
また、バラモン教と民間信仰が結びついた形で、ヒンドゥー教がこの時代に確立され民衆に広まった。上述した二大叙事詩やヒンドゥー二大法典が広く普及したのもグプタ朝の時代である。
一方、仏教教団も勢力を保ち、アジャンター石窟寺院やエローラ石窟寺院などにおいて優れた仏教美術が生み出された。また、5世紀にはナーランダ僧院が建てられ、インドはもとより東南アジアやチベットなどの各地から多数の学僧を集めて教典研究が進められた。
医学・天文学・数学なども発展した。「ゼロ」を発見したのも、古代インド人だといわれている。
グプタ朝は、5世紀以降「白いフン族」と呼ばれたエフタルの中央アジアからの侵入に悩まされ、6世紀半ばには滅亡へと追い込まれた。貴族や都市民の寄進などによって成り立っていた仏教教団は、グプタ朝の弱体化・分権化に伴ってその保護者を失っていった。

### ヴァルダナ朝とラージプート時代の到来

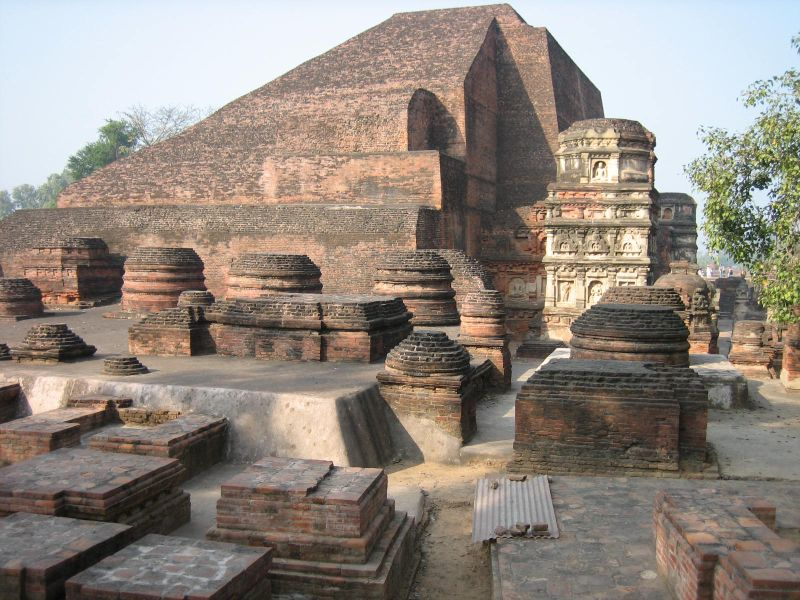
ナーランダ僧院跡

6世紀後半の北インドは政治的分裂の時代にあったが、7世紀初頭になってハルシャ・ヴァルダナ（戒日王）が現れ、カナウジを都としてヴァルダナ朝を創始した。ハルシャ王は、仏教とヒンドゥー教を保護し、地方有力者には領土を封ずる形での統治を推進し、また、カナウジはその後北インドの政治の中心となって発展した。ハルシャ王の時代、唐僧の玄奘がインドに訪れ、ナーランダ僧院で教典研究に勤しみ、多数の仏典を持ち帰ってその後の漢訳仏教の基礎が固められた。
ヴァルダナ朝はハルシャ王一代で瓦解し、これらの古代王朝の後、7世紀半ば以降はラージプートの諸王朝が分立して北インドは再び分裂した。義浄が訪れたのも分裂時代のインドであった。ラージプートは、中央アジア方面から北西インドに侵入した異民族の子孫だといわれている。彼らは軍事的に優れ、各地を支配し、その下に大小領主層がいて、地主や農民を支配した。プラティハーラ朝がその中で最大のもので、イスラム勢力の侵入を11世紀初頭まで食い止めたことで知られる。また、10世紀から12世紀頃にかけてチャンデーラ朝の歴代君主は、世界遺産にもなっているカジュラーホーの寺院群を建設した。
こうした中で職能集団が形成され、それぞれ世襲化されるようになり、今日のカーストに繋がる「ジャーティ」と呼ばれる集団単位が成立していったとみられる。

### 南インドの諸王朝

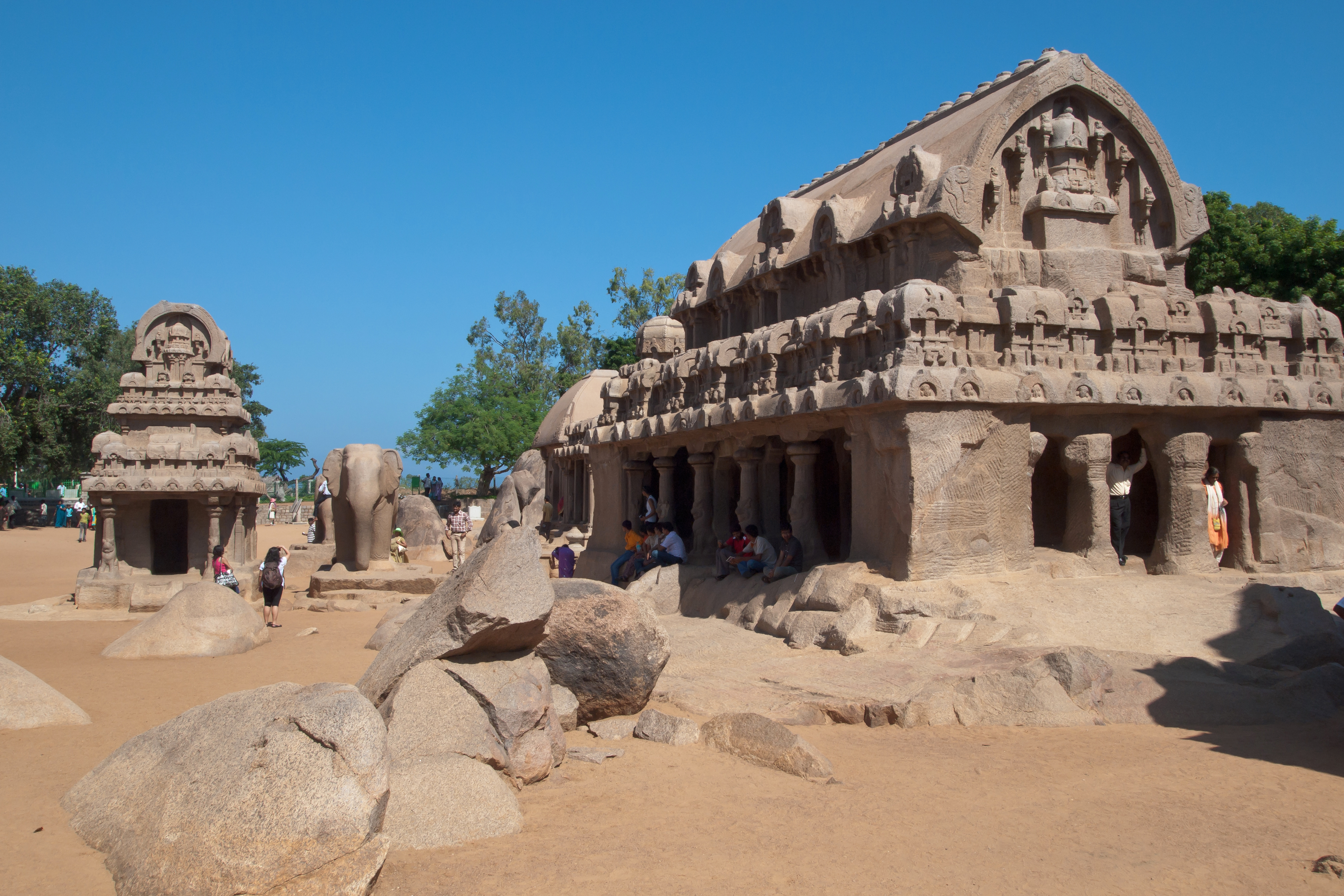
マハーバリプラムの「石彫寺院」（ラタ）、7世紀

武勇を誇ったハルシャ王も、デカン高原を本拠とするチャールキヤ朝にだけは敗れ、南インド進出は阻まれた。6世紀から8世紀にかけての前期チャールキヤ朝には、7世紀のプラケーシン2世や8世紀のヴィクラマーディティヤ2世などの君主が現れ、特にヒンドゥー教建築の隆盛は顕著で、チャールキヤ朝のさらに南にあってそれと対峙したタミル人王朝パッラヴァ朝の建築は高水準を誇った。パッラヴァ朝時代の建築としてはマハーバリプラムの建造物群が著名で、その技術はヴィクラマーディティヤ2世によってチャールキヤ朝に伝えられ、首都バーダーミや「戴冠の都」パッタダカルに数多くの寺院建築を生んだ。
前期チャールキヤ朝は封臣の1人であったダンティドウルガに王位を追われ滅亡、ダンティドウルガはラーシュトラクータ朝を創始し、プラケーシン2世の弟から分かれた東チャールキヤ朝と対峙した。ダンティドウルガには子がなかったため、叔父のクリシュナ1世が継ぎ、エローラ石窟群のカイラーサナータ寺院を建設した。一方、パッラヴァ朝もさらに南方にあったパーンディヤ朝と抗争し、台頭するチョーラ家などとも合従連衡を繰り返したが、最終的にはヴィジャヤラーヤ創始のチョーラ朝によって滅ぼされた。

## 北インドのイスラーム化と南インド

### ガズナ朝・ゴール朝の侵入
10世紀後半、中央アジアにあったイラン系王朝サーマーン朝のテュルク系マムルークであったアルプテギーンがアフガニスタンで自立してガズナ朝を建て、しばしば北インドへ侵入してパンジャーブを領有した。
ガズナ朝に代わり台頭したイラン系のゴール朝も北インドに進出し、この地の統治を図って北インドのラージプート諸王国の連合軍と対峙した。連合軍は、内部の結束が整わず、大敗した。

### デリー・スルターン朝

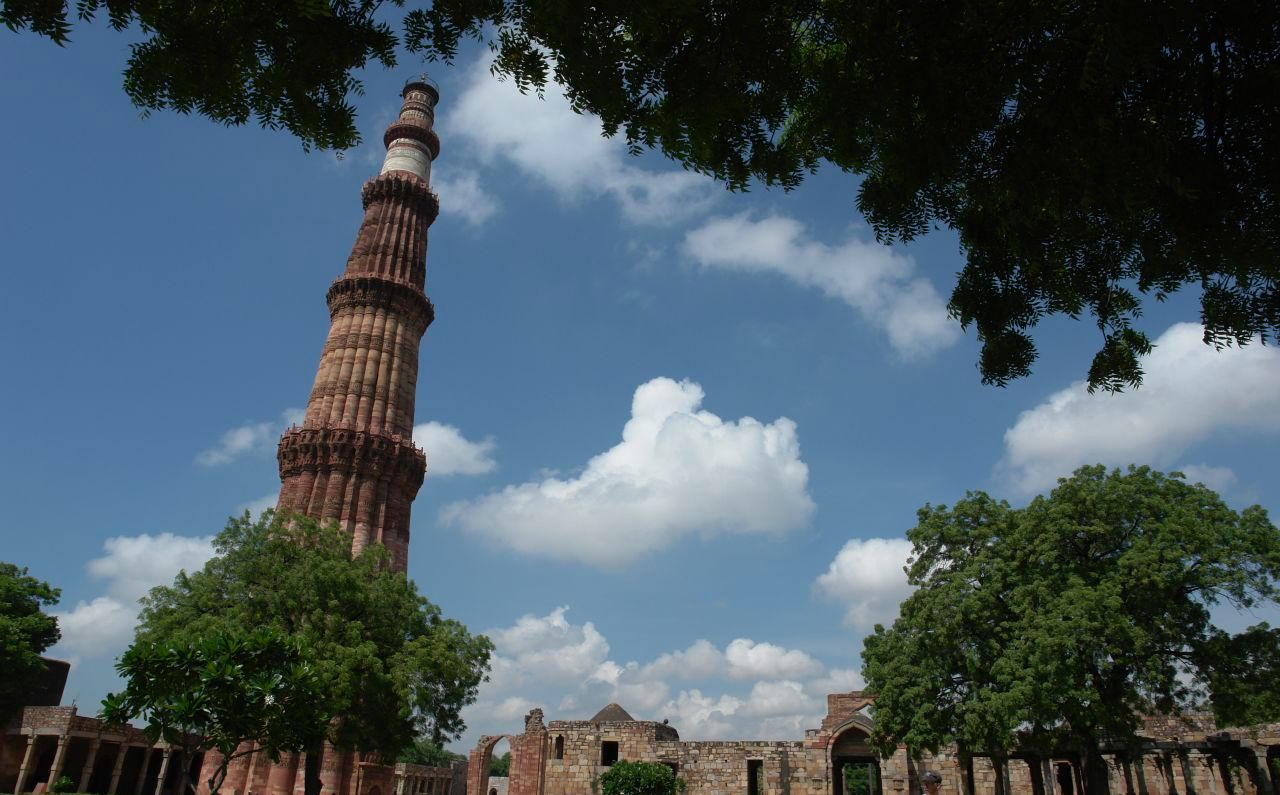
クトゥブ・ミナール（インド最古のミナレット、13世紀）

一方、ゴール朝のマムルークであったアイバクは、ゴール朝の軍とともに北インドにとどまり、1206年にデリーに都をおいて奴隷王朝を建てて自立した。これより約300年間、デリーを都としたムスリム5王朝が興亡を繰り広げた。この時代をデリー・スルターン朝と称する。
デリー・スルターン朝の5王朝、すなわち奴隷王朝、ハルジー朝、トゥグルク朝、サイイド朝、ローディー朝の君主はいずれもスルターンの称号を用い、デリーに都を置いたため、デリー・スルターン朝と総称される。
5王朝は北インドを相次いで支配し、特に14世紀初頭のハルジー朝のアラー・ウッディーン・ハルジーと14世紀前半のトゥグルク朝のムハンマド・ビン・トゥグルクの治世には、デカン、南インド遠征を行い、一時は全インドを統一するほどの勢いを誇った。最後のローディー朝のみアフガン系であるが、他はいずれもトルコ系である。こうしたなか、ティムール軍が1398年にデリーに侵入している。
この時代の北インドでは、インド在来の社会組織を利用して統治する現実的な方法がとられ、イスラームへの改宗が強制されることはなかったが、イスラーム神秘主義者スーフィーの活動などもあって、都市を中心に徐々にイスラームが普及していった。

### 南インドのヒンドゥー諸王国
一方で南インドでは、10世紀後半頃からタミル系のヒンドゥー王国チョーラ朝がインド洋貿易で繁栄した。11世紀前半には、商業上の覇権を巡って東南アジアのシュリーヴィジャヤ王国まで遠征を敢行した。チョーラ朝は12世紀末に再建されたパーンディヤ朝（後期パーンディヤ朝）によって13世紀後半に滅ぼされた。

### ヴィジャヤナガル王国

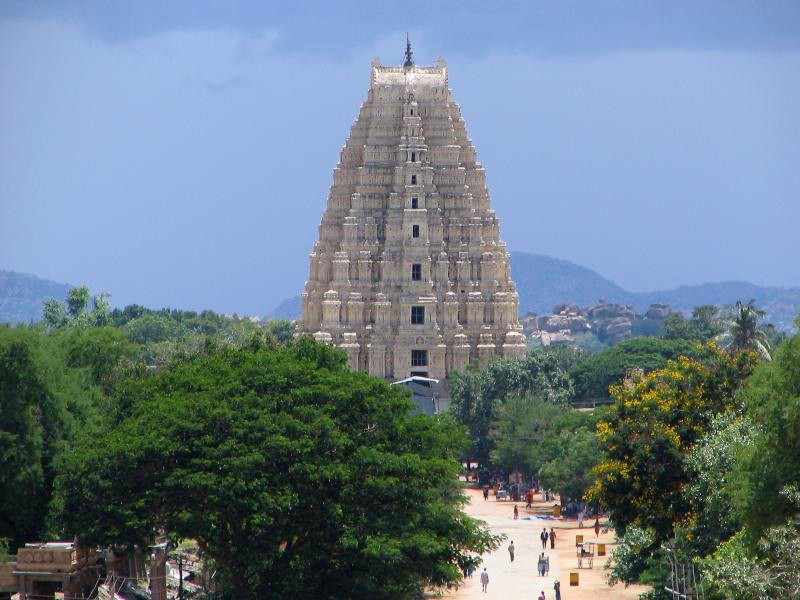
ハンピのヴィルーパークシャ寺院

その後、一時、北インドのデリー・スルターン朝の勢力が南下し、南インドの王朝は次々と滅ぼされたが、1336年ハリハラとブッカの兄弟がヴィジャヤナガル（ハンピ）に都にトゥグルク朝から独立した。
これ以降、14世紀前半から17世紀半ばにかけて、サンガマ朝（1336年 - 1486年）、サールヴァ朝（1486年 - 1505年）、トゥルヴァ朝（1505年 - 1569年）、アーラヴィードゥ朝（1569年 - 1649年）と4つのヒンドゥー王朝が繁栄し、これを総称してヴィジャヤナガル王国と呼んでいる。ここでは、北インドとは対照的にヒンドゥー文化の隆盛と爛熟が見られた。ハンピの都市遺跡などが当時の繁栄ぶりを今日に伝えている。
ヴィジャヤナガル王国はトゥルヴァ朝のクリシュナ・デーヴァ・ラーヤの治世に最盛期を迎えたが、その死後、1565年ターリコータの戦いでムスリム5王国に敗れ、衰退の道へと向かった。
しかし、アーラヴィードゥ朝のヴェンカタ2世は同国最後の名君であり、外敵と戦い、国の領土と勢力回復に尽力したが、1614年彼の死後に王国は瓦解した。

### デカンの諸王国
北インドのイスラーム支配は14世紀にはデカン高原にも及び、1347年トゥグルク朝の臣下であった地方長官が自立し、バフマニー朝を建国して、ムスリム政権を成立させた。
その後、バフマニー朝は2世紀近く存続したのち1527年に滅び、その領土にはベラール王国（イマード・シャーヒー朝）、ビーダル王国（バリード・シャーヒー朝）、アフマドナガル王国（ニザーム・シャーヒー朝）、ビジャープル王国（アーディル・シャーヒー朝）、ゴールコンダ王国（クトゥブ・シャーヒー朝）の5つの王国が割拠する形となり、これらはデカン・スルターン朝と呼ばれる。
デカン・スルターン朝は当初互いに他国と領土を争い、南のヴィジャヤナガル王国もこれらに関与したが、やがて5王国は同盟を結んで、1565年ターリコータの戦いで連合軍はヴィジャヤナガル王国の軍を破った。
しかし、その後は再び争うようになり、ベラール王国、ビーダル王国は他国に滅ぼされ、アフマドナガル王国、ビジャープル王国、ゴールコンダ王国はムガル帝国に滅ぼされた。

### バクティ信仰とシク教の創始

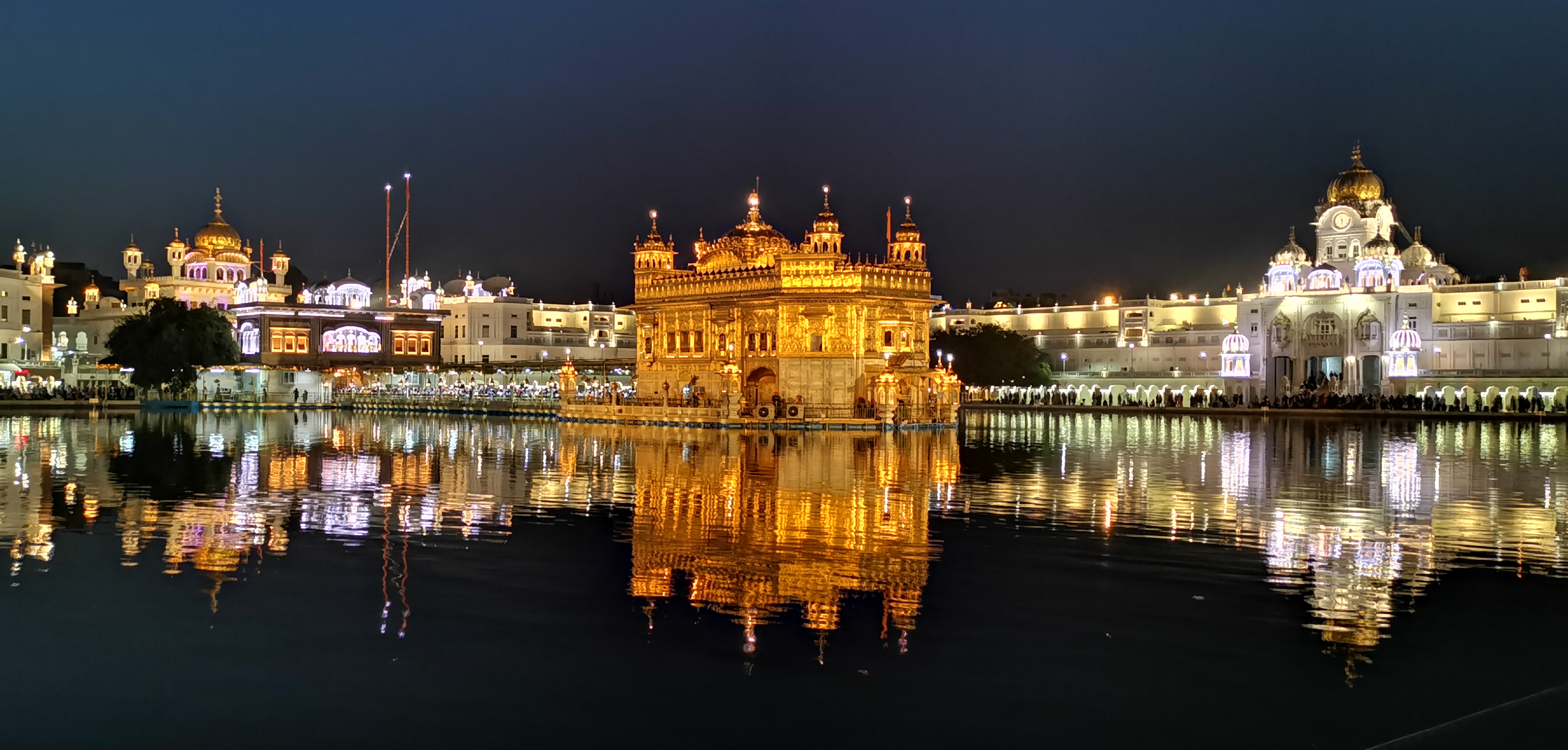
アムリトサルの黄金寺院

やがて北インドでは都市と商工業が発展し、ムスリム商人の活発な活動とスーフィー信仰の修行者による布教とが相まって、イスラーム教がインド各地に広がっていた。イスラームの平等主義的な一神教の考え方に影響されて、ヒンドゥー教の中でも15世紀頃から北インドを中心にバクティ信仰が広まった。身分の低い人々の間でイスラームに改宗する人も増えた。やがて、ヒンドゥー教とイスラーム教の違いを超えた普遍的な神の存在を主張する人々が現れ、その流れを汲むグル・ナーナクによってシク教が創始された。

### ポルトガルとスペイン
1498年にはヴァスコ・ダ・ガマがカリカット（コーリコード）へ来訪したことを契機に、ポルトガル海上帝国も沿岸部に拠点を築いた。ゴアは1510年以降、インドにおけるポルトガルの拠点として東洋におけるキリスト教布教の中心となった。
しかし、1580年スペイン王フェリペ2世によりポルトガルはスペインに併合され、その海上の覇権と領土はスペインに継承された。

## ムガル帝国

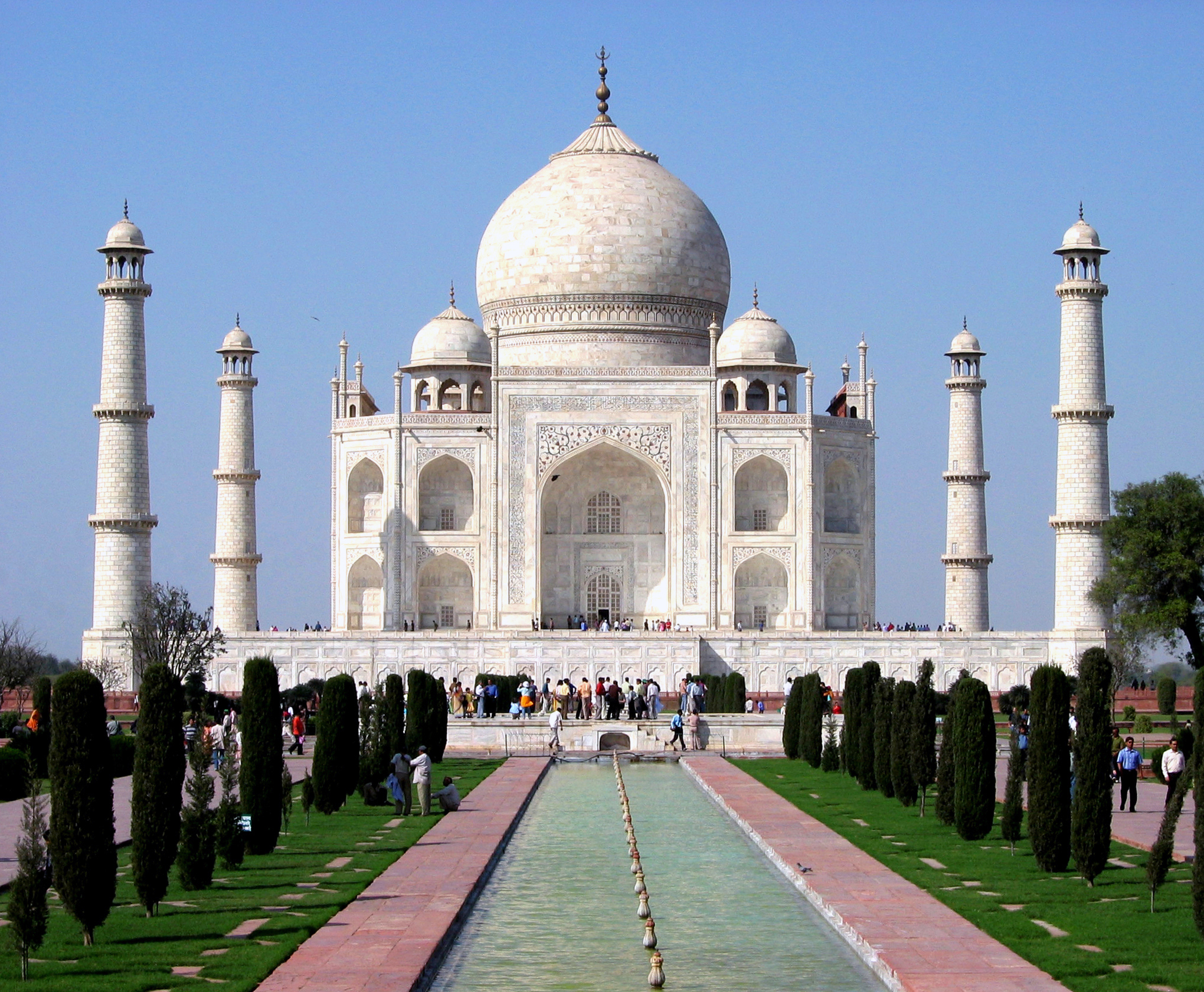
タージ・マハル（アーグラ）

1526年から1858年までの332年間は、バーブル以来の王朝が統治するムガル帝国の時代であった。

### ムガル帝国の成立と隆盛
16世紀、中央アジアでティムール帝国が滅亡すると、ティムールの一族であるバーブルが北インドへ南下し、最後のデリー・スルターン朝であるローディー朝の君主イブラーヒーム・ローディーをパーニーパットの戦い（1526年）で破ってデリー入城を果たし、ムガル帝国を樹立した。
その孫にあたる3代皇帝のアクバルは、アフガニスタンから北インドにかけての広大な領域を支配してアーグラに都を遷し、アンベール王国の君主でヒンドゥー教徒のビハーリー・マルの娘と結婚し、イスラーム・ヒンドゥー両教徒との融和を図るためにヒンドゥー教徒への人頭税（ジズヤ）を廃止するとともにザプト制という定額地租制度を導入して、帝国財政を安定させ、マンサブダーリー制を確立させて統治機構の整備にも努めた。アクバル治下のインド社会は安定し、ヨーロッパ諸国との交易も活発に行なわれた。
17世紀前半の5代シャー・ジャハーンの時代に帝国は最も繁栄し、ムガル文化は最盛期を迎え、アフマドナガル王国を滅ぼしその支配領域はデカン方面にも及んだ。デリーに再遷都され、首都デリーには居城デリー城（赤い城）、旧都となったアーグラには亡き妻の霊廟タージ・マハルが建設された。
文化的には、宮廷でペルシア色の強いインド・イスラーム文化が発展した。当時のムガル絵画はイランのミニアチュール（細密画）の影響が見られるほか、宮廷内ではもっぱらペルシア語が使用され、ムガル帝国の代表的建築であるタージ・マハルも、イラン系技術者が多く関わっていた。ヒンディー語文法にペルシア語・アラビア語の単語を取り入れたウルドゥー語が成立したのも、この時代であった。

### ムガル帝国の衰退
17世紀後半になると、6代皇帝のアウラングゼーブは、従来の宗教的寛容策を改めて厳格なイスラーム教スンナ派に基づく統治を行い、ジズヤ（人頭税）を復活したためにヒンドゥー教徒の支持を失い、デカン高原のマラーター族もシヴァージーを中心に1674年にマラーター王国を形成したのを始め、各地で反乱が勃発した。
アウラングゼーブはシヴァージーの死後、デカン地方に大軍を以て南下した（デカン戦争）。彼はビジャープル王国、ゴールコンダ王国を滅ぼし、マラーター王国を南に押し返し、その死までにムガル帝国の最大領土を獲得した。
だが、1707年にアウラングゼーブが死ぬと、その悪政の結果、帝国は衰退に向かった。帝国は混乱し、殊に1719年は何人もの皇帝が入れ替わり、政治的混乱の極みに達した。
1708年、マラーター王国がマラーター同盟として再建され、1737年には王国宰相バージー・ラーオに率いられた軍勢がデリーを攻撃するまで勢力を拡大した。

### 英蘭の南インド進出

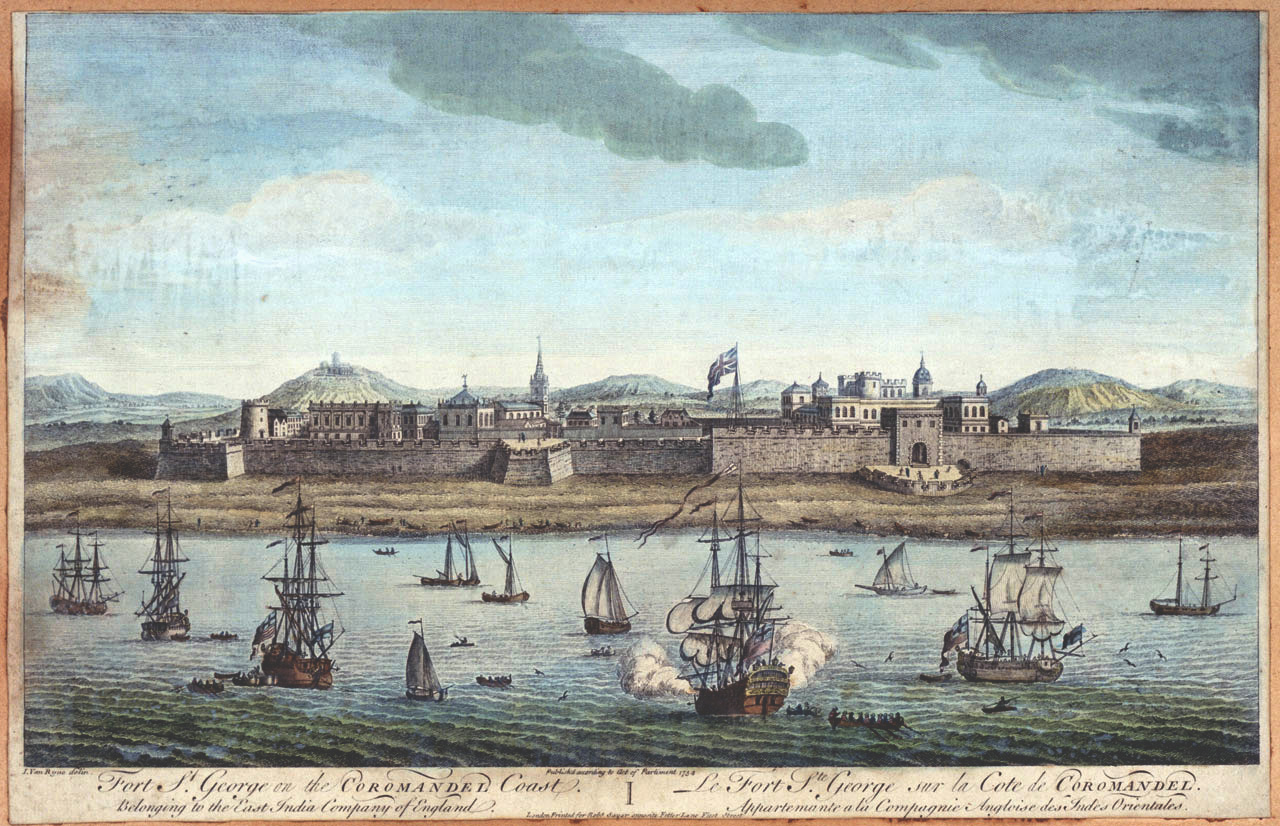
マドラスのセント・ジョージ要塞（18世紀末ころ）

17世紀、スペイン・ポルトガルの没落に伴い、アジア海域世界への進出をイギリスとオランダが推進した。1612年にはオランダ東インド会社がチェンナイの北プリカットに商館を構えていたが、1623年、英蘭両国が東南アジアで衝突してアンボイナ事件が起こり、イギリス東インド会社は東南アジア交易から駆逐された形となってインドへの進出を推し進めた。
1639年、イギリス東インド会社はチェンナイの領主であったヴァンダヴァーシの知事からプリカットとポルトガルの根拠地サン・トメ要塞の中間にあたるチェンナイの地を取得し、その地をマドラスと称して1640年にはセント・ジョージ要塞を建設した。一方のオランダは1651年にポルトガル領コロンボ（セイロン島）を支配、1663年にはインド南部のコーチンに進出した。

### 英仏の進出と植民地抗争

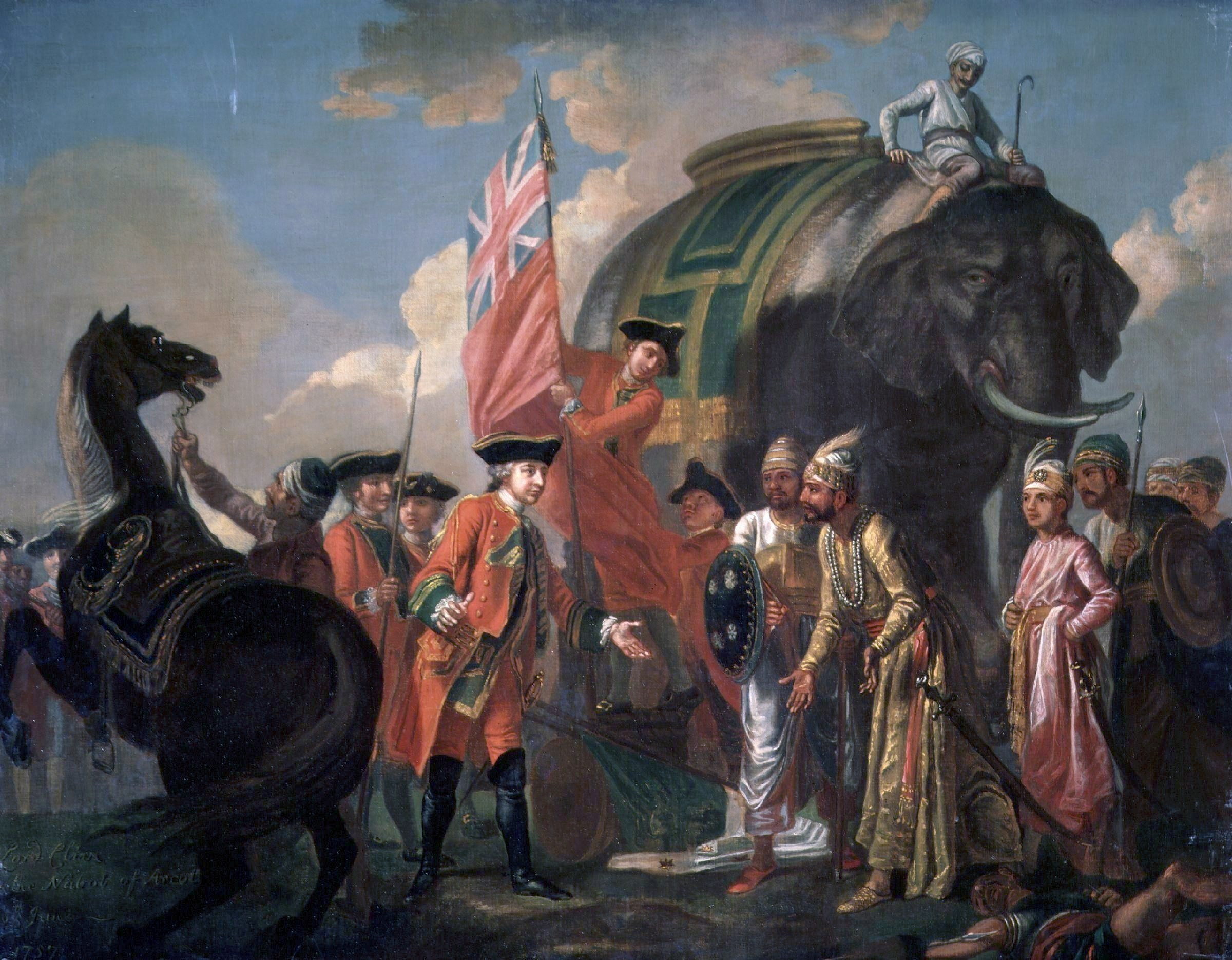
プラッシーの戦い

インド産の手織り綿布（キャラコ）がヨーロッパに持ち込まれると大流行となり、各国は対インド貿易を重視したが、その過程で3次にわたる英蘭戦争が勃発、オランダは北米大陸とともにインドでも根拠地を失っていった。イギリスはマドラスに続き、1661年ボンベイ（ムンバイ）、1690年カルカッタ（コルカタ）を獲得、一方、フランスも徐々にインド進出を図り、コルベールがフランス東インド会社を再建、1673年シャンデルナゴル、1674年ポンディシェリーを獲得した。
利害が対立した英仏両国は18世紀になると、新大陸と同様にインドでも抗争を続け、1757年、ベンガル地方のプラッシーにおいて、ロバート・クライヴ率いるイギリス東インド会社がベンガル太守軍とフランス東インド会社の連合軍を打ち破り（プラッシーの戦い）、植民地抗争におけるイギリス覇権が確立した。

### イギリスによる蚕食とインドの貧困化

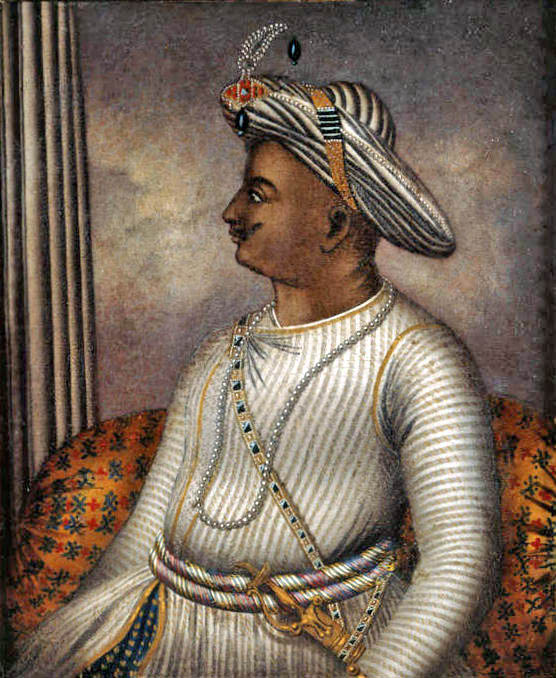
対英戦争に一生を費やし『マイソールの虎』と怖れられたティプー・スルターン

18世紀後半、七年戦争の帰趨を定めた1763年のパリ条約によってフランス勢力をインドから駆逐すると、1765年にベンガル地方の徴税権（ディーワーニー）を獲得したことを皮切りにイギリス東インド会社主導の植民地化が進み、マイソール戦争・マラーター戦争・シク戦争などを経てインド支配を確立した。
1813年よりイギリスの対インド貿易が自由化されたことで、産業革命を既に成し遂げていたイギリスから機械製綿織物がインドへ流入、インドの伝統的な綿織物産業は打撃を受け徐々に衰退していく。しかし、19世紀半ばになりジャムシェトジー・タタによって近代的な綿業がインドでも勃興し始める。資本金100万ルピーでボンベイにスワデシ・ミルを設立。この会社は従来のインドの機械製綿工業が国内市場向けの低級綿布と中国市場向けの綿糸の生産に特化してきた慣例を打破し、イギリスが独占的に手がけてきた上級綿布の生産にインド人経営企業として初めて参入した点で画期的であった。さらに、1793年のザミーンダーリー制、19世紀前半のライーヤトワーリー制などの近代的な地税制度を導入したことも、インド民衆を困窮させた。
19世紀に入ると、イギリス東インド会社は茶、アヘン、インディゴなどのプランテーションを拡大させインドや中国と独占貿易を行った。イギリス東インド会社活動停止後の19世紀後半には、灌漑事業よりも鉄道建設事業を最優先とした。当初これらは産地と港湾を結ぶためのものが多く、軌道の幅もまちまちで欠損が多かった。開発資金として、インド帝国の税収やロンドン市場の鉄道公債をもとに投資されたが、これから得られる利益の多くはイギリス本国に流出した。

## イギリス植民地時代
1858年から1947年まで、イギリスによる植民地化からインド・パキスタン分離独立までの89年間は、イギリス人総督を機軸とするイギリス領インド帝国の時代である。

### インド大反乱と英領インド帝国の成立

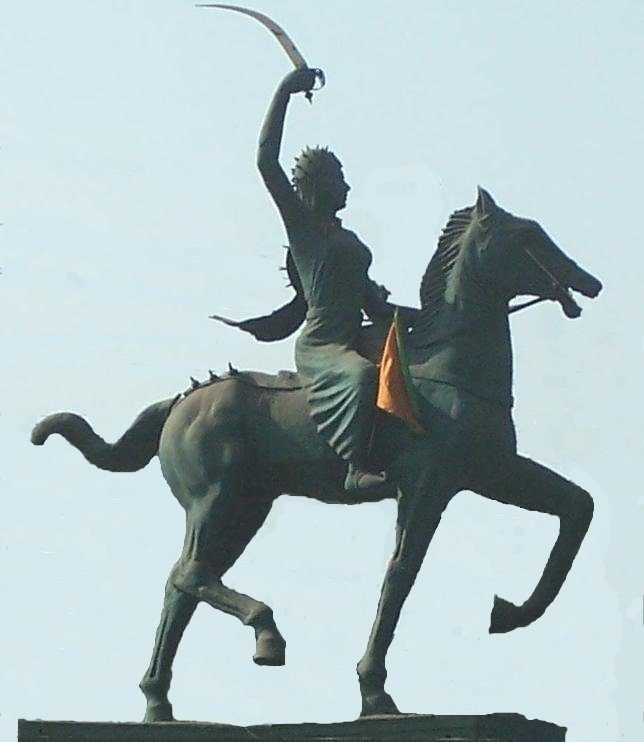
『インドのジャンヌ・ダルク』ラクシュミー・バーイー

こうしたインドの困窮化と経済的従属化に対し、イギリス支配に対する不満は各地で高まり、1857年、デリーに近いメーラトの兵営でシパーヒーが蜂起すると、それは全インドに広がるインド大反乱（セポイの反乱、シパーヒーの反乱、第一次インド独立戦争）となった。
徹底的な鎮圧を図ったイギリスは、翌年にムガル皇帝を廃し、東インド会社が持っていた統治権を譲り受け、インド総督を派遣して直接統治下においた。1877年には、イギリス女王ヴィクトリアがインド女帝を兼任するイギリス領インド帝国が成立した。インド帝国は直轄領と藩王国から成っていた。

### インド国民会議派の成立
イギリスはインド統治に際して分割統治の手法をとった。インド人知識人層を懐柔するため、1885年には諮問機関としてインド国民会議を設けた。国民会議は当初、年末の4日間ほど活動するものであったが、やがてインド人の地位向上を目指す政治運動を開始した。国民会議派の中心を占めたのはヒンドゥー教徒の知識人・官吏・地主など比較的恵まれた階層の人々が多く、その主張や活動は穏健なものであった。彼らはサティーなど古い因習を廃止してインドの近代化を推進しようとした。そのため、イギリスも円滑な統治の安全弁としてこれを活用した。

### 国民会議派の急進化と全インド・ムスリム連盟

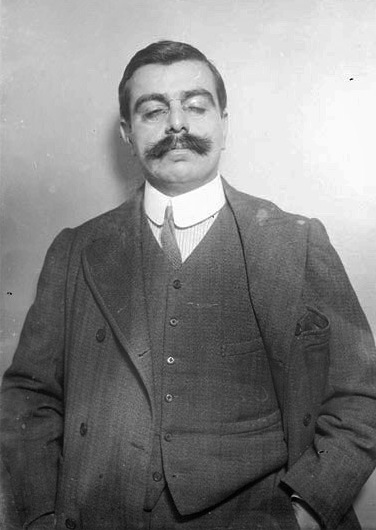
全インド・ムスリム連盟初代総裁アーガー・ハーン3世

しかし、民族資本家の形成に伴い反英強硬派が台頭したこと、1905年の日露戦争における日本の勝利、同年のベンガル分割令への憤りなどから反英機運が一層強まり、インド国民会議派は急進的な民族主義政党へ変貌していった。特にベンガル分割令は過激な民族運動を引き起こし、1906年のカルカッタ大会ではボイコット（英貨排斥）、スワラージ（民族独立）、スワデーシー（国産品愛用）、民族教育の急進的な4大綱領が採択された。こうした中、イギリスは独立運動の宗教的分断を図り、親英的組織として全インド・ムスリム連盟を発足させた。ムスリム連盟は、人口でヒンドゥー教徒に対し劣位にあるイスラーム教徒の政治力が国民会議派の運動によってさらに弱まると考えて分割支持に回った。しかし結局、1911年には分割令は撤回された。

### 2度の世界大戦とインド

#### ローラット法とアムリットサル事件
1907年にタタ鉄鋼が興り、国内産業は発展し工業大国化に至る。しかし、第一次スワラージ運動に端を発し、財政自主権獲得の要求が高まっていく。第一次世界大戦に際して、イギリス本国は英領インド帝国から2個師団100万人以上の兵力を西部戦線に動員し、食糧を始め軍事物資や戦費の一部も負担させた。この頃から、英領インド帝国の植民地的財政負担は頂点に達し財政状態は窮迫した。1919年、インド統治法によって財政改革を行い、植民地制度のもとで部分的地方自治制は承認される。しかし州政府は財政困難に陥り、第二次スワラージ運動が起きる。それはまたウッドロウ・ウィルソンらの唱えた民族自決の理念の高まりにも影響を受けて反英抗争に発展した。イギリスはこれに対し、1919年3月に出版物の検閲、令状なしの逮捕、裁判なしの投獄を認めるローラット法を制定して、反英抗争の弾圧を強化した。同年4月、この法に対する抗議のため集まった非武装のインド人に対して、グルカ族からなるインド軍治安部隊が無差別射撃するアムリットサル事件が起き、独立運動は新しい段階に入った。

#### ガンディーの登場
マハトマ・ガンディーの登場は、今まで知識人主導であったインドの民族運動を、幅広く大衆運動にまで深化させた。ガンディーによって1919年4月により始められた非暴力・不服従の運動（サティヤーグラハ）は、イギリスのインド支配を今まで以上に動揺させた。数百万の人々がデモや集会に参加し、多くの地方では商店も店を閉じ、交通機関も止まった。ガンディーは、サティヤーグラハ運動を指導し、インドの各階層の人々をイギリス製品排斥や地税不払いなど多様な反英運動に組み入れていった。他方、全インド・ムスリム連盟は同じイスラーム国家であるオスマン帝国との関係を強化しながら反英闘争を行なった。

#### プールナ・スワラージと塩の行進

塩の行進

1929年、ラホールで開かれた国民会議派大会（議長: ジャワハルラール・ネルー）では、ガンディーやネルーの指導のもと、プールナ・スワラージ（完全独立）を決議され、その後も粘り強く反英・独立運動が展開された。
1930年3月、ガンディーは「塩の行進」を開始した。イギリスは塩を専売とし、貧しいインド民衆からも搾取していた。「塩の行進」は、それに対する抗議であり、海水から塩をつくることを反英独立運動のシンボルとして、アフマダーバードからダンディの海岸までの360 km を29日かけて行進したものである。このような第2次非暴力・不服従運動に対し、イギリスは民族運動の指導者を英印円卓会議に招いて懐柔を図ったが、成功しなかった。1935年、イギリスは新インド統治法を発布し、各州の自治拡大を認めた。その後、国民会議派と全インド・ムスリム連盟との対立は深まった。

#### チャンドラ・ボースとインド国民軍
第二次世界大戦では、国民会議派から決裂した急進派のチャンドラ・ボースが日本の援助によってインド国民軍を結成し、独立を目指す動きも生まれた。インド国民軍は、日本軍が1942年に英領マラヤやシンガポールを占領した後、捕虜となった英印軍将兵の中から志願者を募ったのが始まりであった。ボースはこれを使い、日本軍などと連携しながら外から独立の機運を高めようとした。しかし、国民議会は結局のところインドに侵攻する日本軍を拒絶し、日本軍はインパール作戦で惨敗してインドに来ることはなく、ボースもインド本土から遠のいた。なお、ガンディーは戦争初期の日本軍に勢いがあったときに、日本軍との連携も考えたが、日本がやっていることも結局は英国の植民地支配と変わらないと考えたことや、ネルー派の反対から具現化はしなかった。それでも、この作戦に関わった国民軍兵士をイギリスが極刑にしようとしたことで大きな暴動が起こり、大衆の独立運動に繋がっていった。

## 第二次世界大戦後
インドは第二次世界大戦終結の2年後の1947年に立憲君主制のインド連邦として独立した。1950年に共和制に移行し、以降はインド共和国という独立した共和制国家の時代である。

### 分離独立と戦後インド憲法の制定

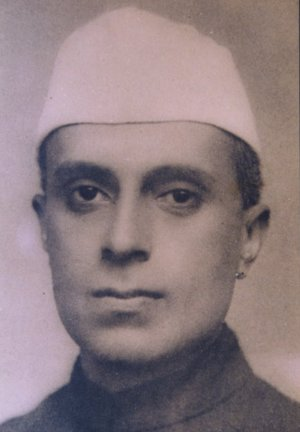
初代インド首相ネルー（1920年の写真）

1945年9月2日に第二次世界大戦が終わった結果、疲弊したイギリスは、植民地を手放す事態に陥った。
しかし、インド内のヒンドゥー教徒とイスラーム教徒の争いは収拾されず、1947年8月15日、イスラーム教国家のパキスタンとの分離独立（インド連邦）となった。
イスラーム教徒との融和を説き、分離独立に反対したガンディーは1948年1月、狂信的なヒンドゥー教徒により暗殺された。初代首相にはジャワハルラール・ネルーが就任し、政教分離の世俗主義という柱で国の統一を図った。
1950年に共和制へ移行。1946年12月発足の制憲議会が1949年11月26日にインド憲法を公布、それを受けて1950年1月26日に施行された。
以後この1月26日は「共和国記念日」として連邦首相が主催し、8月15日は「独立記念日」として大統領が祝賀する慣例となった。
戦後インド憲法に書かれた正式国名の英語表記は"Indian Sovereign Socialist Secular Democratic Republic"となっており、そこでは社会主義共和国が志向されている。
戦後インド憲法では、カーストによる差別も否定された。
憲法前文では、インド国民が主権を持つ民主共和国を実現する決意を明らかにし、公民全てが社会的・経済的・政治的な正義、思想・表現・信条・信仰・崇拝の自由、地位・機会の平等を確保し、個人の尊厳と国家の統一をもたらす友愛を促進することを規定している。

### 非同盟主義
ネルーは5か年計画による重工業化を推進し、対外的には冷戦下にあっても両陣営に属さない非同盟の立場をとった。ネルーは1954年、中華人民共和国の周恩来との間で、領土・主権の相互尊重、相互不可侵、相互内政不干渉、平等互恵、平和共存から成る「平和五原則」をまとめた。こうしてネルー以後、冷戦時代のインドは、アメリカ型政治体制にも共産党体制も採らない、中立非同盟諸国家の中心となった。また、冷戦下のインドでは、長期に亘ってインド国民会議派が政権を担った。

### 印パ戦争と中印国境紛争
パキスタンとの対立はその後も続き、カシミール問題を巡って第一次印パ戦争（1947年 - 1948年）と第二次印パ戦争（1965年 - 1966年）が起こり、東パキスタン（現在のバングラデシュ）を原因として第三次印パ戦争（1971年）が起こっている。両国の対立は現在も続いており、1999年にはカシミールのカルギル地区でパキスタン軍と反インド政府活動家が管理ラインを超えてインド軍駐屯地を占領し、両軍が衝突するカルギル紛争が起こっている。
また、中華人民共和国とは国境の解釈を巡って1959年から1962年まで武力衝突が続いたが、人民解放軍が優位に戦闘を進めた。領土問題では、冷戦が終わった現在でも緊張状態が続いている。

### 核大国化
中ソ対立によって中華人民共和国が核武装すると、国境紛争を抱える戦後インドも、1974年に地下核実験を行って核保有を宣言、世界で6番目の核保有国となった。
2006年7月9日、核弾頭搭載可能な中距離弾道ミサイル「アグニ3」（射程3,500キロメートル）の初の発射実験を行った。当局は当初、発射は成功したとしたが、その後上空でミサイル下部の切り離しが出来ず、目標落下地点には到達しなかったと発表した。

### 国内政局の変換

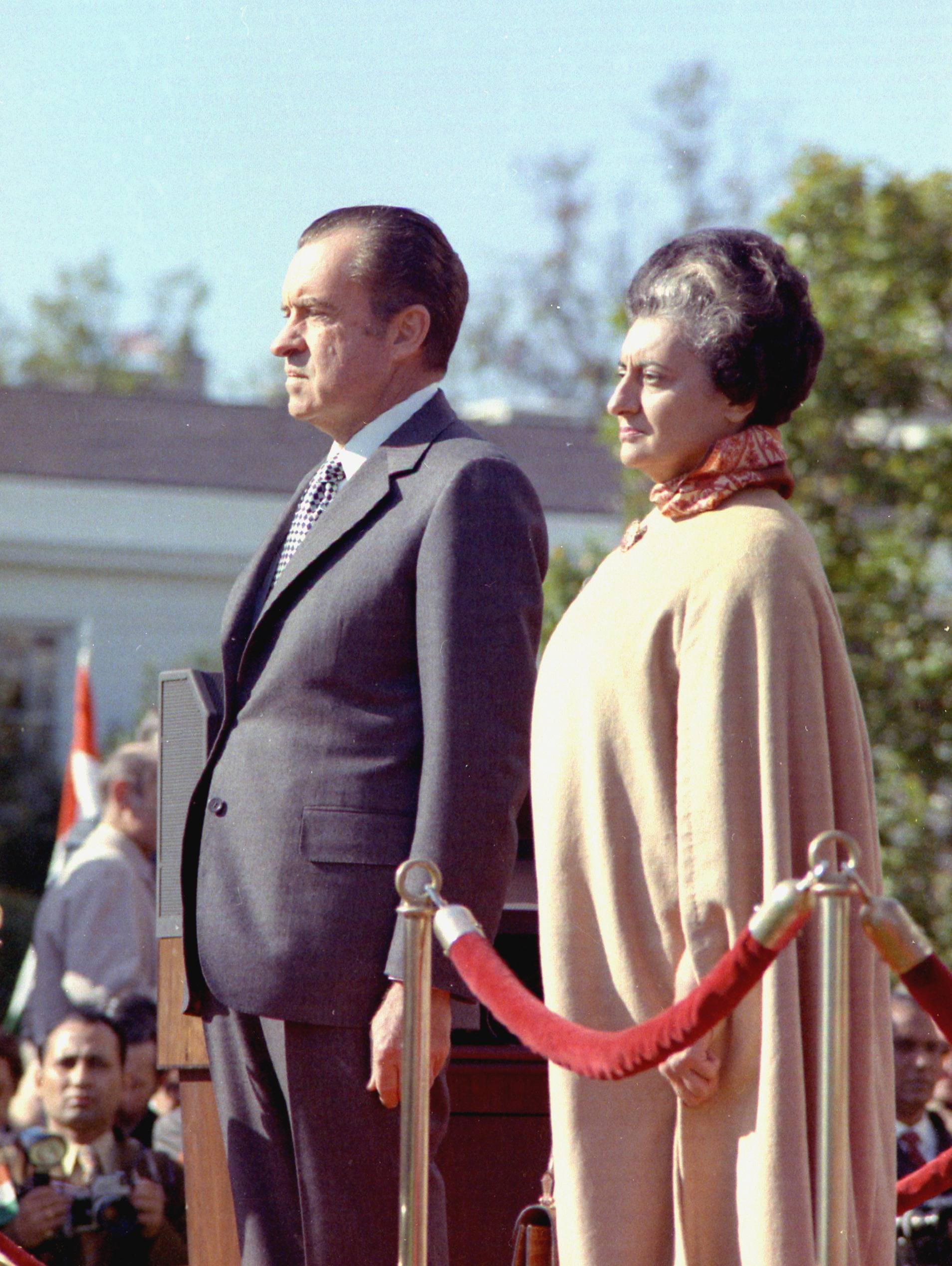
インディラ・ガンディーとニクソン米大統領

1964年にネルーが死去すると、国民会議派のラール・バハードゥル・シャーストリーの短期政権を経て、1966年にはネルーの娘インディラ・ガンディーが長期政権を担った。ところが、長期に亘って議会の多数派を占めてきた国民会議派は地方政党の台頭によって政権基盤が動揺し、1977年の選挙では大敗して、ジャナタ党に政権を譲った。
1980年、インディラ・ガンディーが政権に返り咲いたが、1984年暗殺され、後継したインディラの息子ラジーヴ・ガンディーが政権を担った。
しかし、彼もまた、辞職後に暗殺されるという悲劇に襲われた。国民会議派の政権は続き、1997年には、不可触民カースト出身のコチェリル・ラーマン・ナラヤナン大統領が誕生した。
1990年代よりヒンドゥー至上主義の立場をとるインド人民党がアタル・ビハーリー・ヴァージペーイー（バジパイ）らの指導のもと勢力を伸ばし、1998年から2004年まで政権を獲得した。
2004年5月から2014年5月までは国民会議派でシク教徒のマンモハン・シン、2014年5月以降はインド人民党のナレンドラ・モディが首相を務めている。

### BRICSの一角

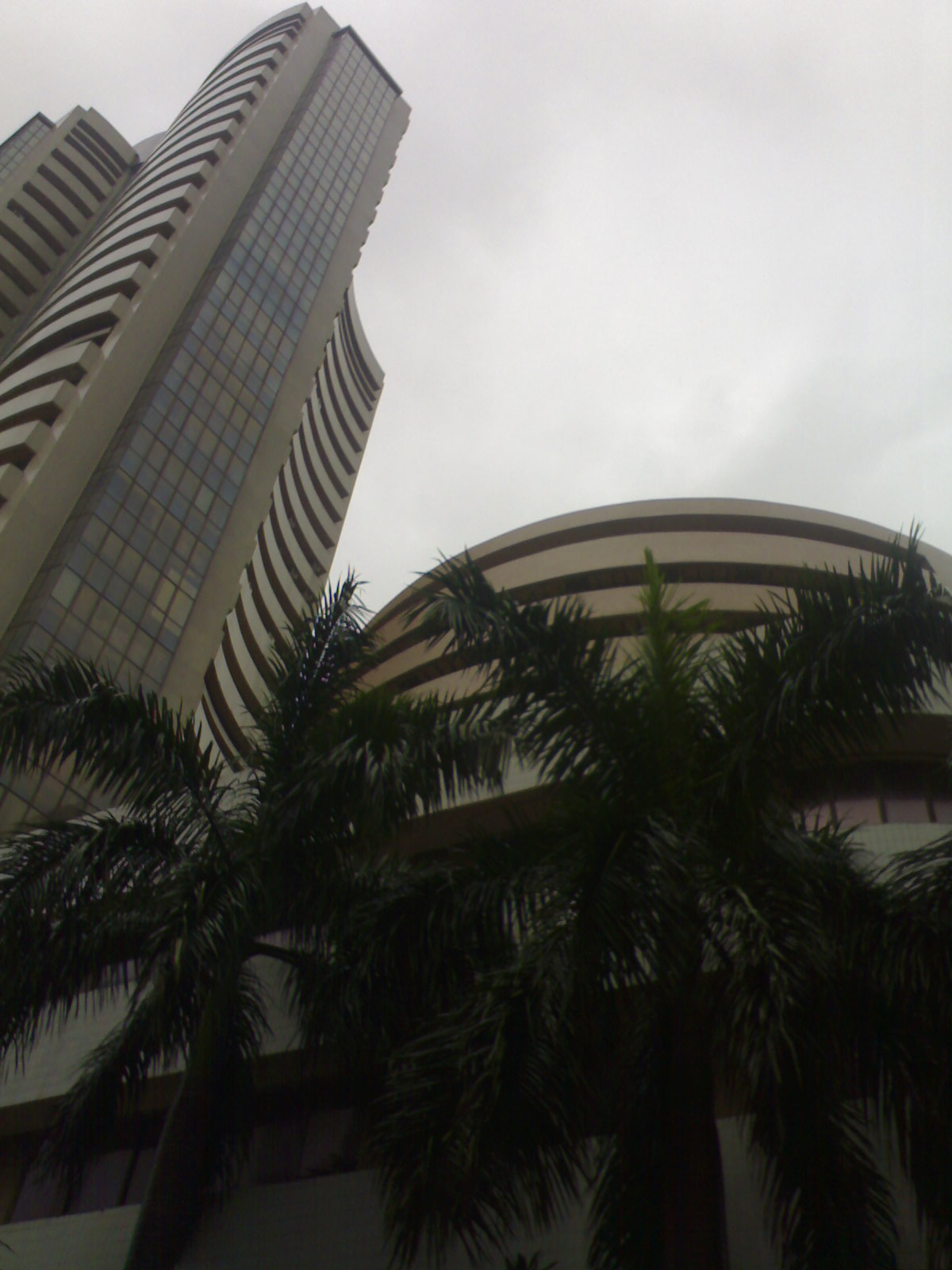
アジア最古の歴史を持つボンベイ証券取引所

1980年代以降、インドでは「緑の革命」が進展する一方で農民の経済格差も一層広がった。しかし、インドは、1997年のアジア通貨危機に際し、中華人民共和国と並びその影響をほとんど受けなかった。従前よりインドは変動相場制を採用しておらず、このことが為替による投機の拡大、縮小を回避することができたためであった。
21世紀に入ってからのインドの経済発展は特に目覚ましく、ブラジル、ロシア連邦、中華人民共和国、南アフリカ共和国と列んで「BRICS」と称されている。とりわけIT（情報技術）関連部門の成長が著しい。ムンバイに所在するボンベイ証券取引所は近年、インド株ブームに乗って外国から大量の資金が流入している。
その一方では、広大な国土に対するインフラ整備が進んでいないことがしばしば指摘される。2006年8月10日、モンスーンによる洪水の被害者は、東部のグジャラート、南東部のアーンドラ・プラデーシュの2州だけで約1300万人に上る惨事となった。
2019年インド総選挙では、インド人民党が過半数の議席を獲得した。

## インドにおけるヨーガの歴史

### インダス文明
インダス文明が後世のインド文明に与えた影響として、沐浴の習慣やリンガ信仰などが挙げられるほか、彼らの神像がシヴァ神の原型でありヨーガの源流になったと考えられてきていた。

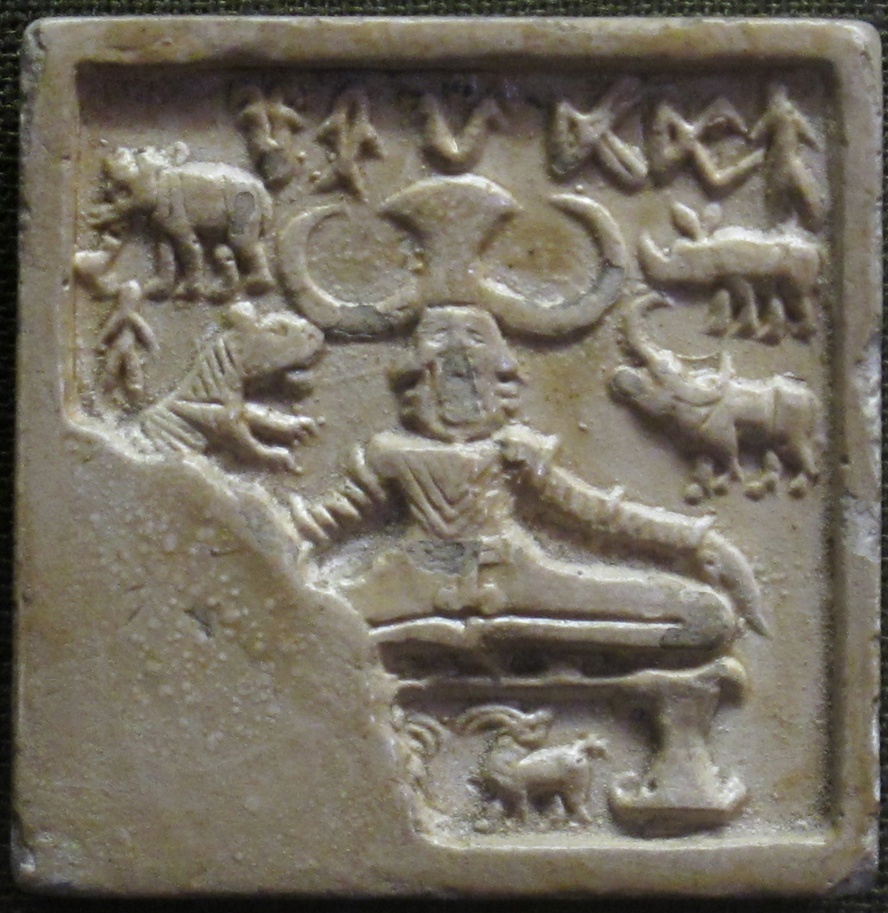
紀元前2500-1500年頃の彫像

これは、1921年にモエンジョ・ダーロとハラッパーの遺跡を発掘した考古学者のジョン・マーシャルらによって、発掘された印章に彫られた図像を、坐法を行っているシヴァ神の原型であると解釈したものである。そこから宗教学者エリアーデも、これを「塑造された最初期のヨーガ行者の表象」であるとした。
近代に至るヨーガの歴史を研究したマーク・シングルトンは、この印章がのちにヨーガと呼ばれたものであるかは、かなり疑わしいものであったが、古代のヨーガの起源としてたびたび引用されるようになった、と述べている。
しかし、佐保田鶴治も指摘するように、このような解釈は、あくまで推論の域を出ないものであるという。インダス文明には、文字らしきものはあっても解読には至っておらず、文字によって文献的に証明することのできない、物言わぬ考古学的な史料であり、全ては「推測」以上に進むことはできない、と佐保田は述べている。
また、インド学者のドリス・スリニヴァサンも、この印章に彫られた像をシヴァ神とすることには無理があり、これをヨーガ行法の源流と解することに否定的であるとしている。
近年、このようなヨーガのインダス文明起源説に終止符を打とうとした宗教人類学者のジェフリー・サミュエルは、このような遺物からインダス文明の人々の宗教的実践がどのようなものであったかを知る手がかりはほとんど無いとし、現代に行われているヨーガ実践を見る眼で過去の遺物を見ているのであり、考古学的な遺物のなかに過去の行法実践を読み解くことはできないとしており、具体的証拠に全く欠ける研究の難しさを物語っている。

### 前期ヴェーダ時代
紀元前12世紀頃に編纂されたリグ・ヴェーダなどのヴェーダの時代には「ヨーガ」やその動詞形の「ユジュ」といった単語がよく登場するが、これは「結合する」「家畜を繋ぐ」といった即物的な意味で、行法としてのヨーガを指す用例はない。比較宗教学者のマッソン・ウルセルは、「ヴェーダにはヨーガはなく、ヨーガにはヴェーダはない」（狭義のヴェーダの時代）と述べている。

### ウパニシャッドの時代
ウパニシャッドの時代では、単語としての「ヨーガ」が見出される最も古い書物は、紀元前500年 - 紀元前400年の「古ウパニシャッド初期」に成立した『タイッティリーヤ・ウパニシャッド』である。この書では、ヨーガという語は「ヨーガ・アートマー」という複合語として記述されているが、そのヨーガの意味は「不明」であるという。紀元前350年 - 紀元前300年頃に成立したのではないかとされる「中期ウパニシャッド」の『カタ・ウパニシャッド』にはヨーガの最古の説明が見い出せる。

### 古典ヨーガ

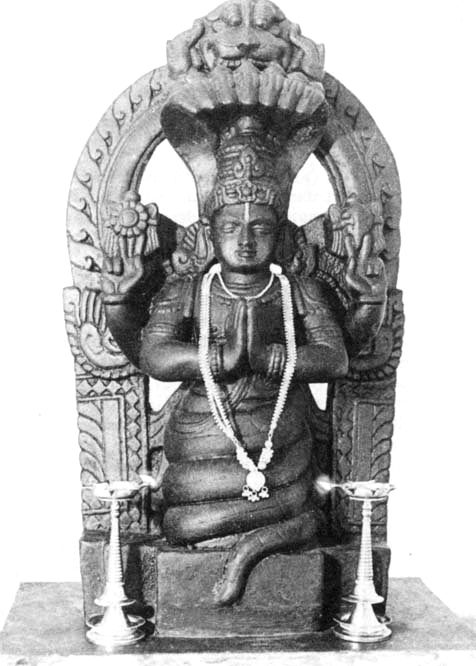
パタンジャリの典型的な像

紀元後4-5世紀頃には、『ヨーガ・スートラ』が編纂された。この書の成立を紀元後3世紀以前に遡らせることは、文献学的な証拠から困難であるという。『ヨーガ・スートラ』の思想は、仏教思想からの影響や刺激も大きく受けている。
国内外のヨーガ研究者や実践者のなかには、この『ヨーガ・スートラ』をヨーガの「基本教典」であるとするものがあるが、ヨーガの歴史を研究したマーク・シングルトンはこのような理解に注意を促している。『ヨーガ・スートラ』は当時数多くあった修行書の一つに過ぎないのであって、必ずしもヨーガに関する「唯一」の「聖典」のような種類のものではないからである。サーンキヤ・ヨーガの思想を伝えるためのテキストや教典は、同じ時期に多くの支派の師家の手で作られており、そのなかでたまたま今日に伝えられているのが『ヨーガ・スートラ』である。『ヨーガ・スートラ』は、ヨーロッパ人研究者の知見に影響を受けながら、20世紀になって英語圏のヨーガ実践者たちによって、また、ヴィヴェーカーナンダやH・P・ブラヴァツキーなどの近代ヨーガの推進者たちによって、「基本教典」としての権威を与えられていった。
ヨーガ学派の世界観・形而上学は、大部分をサーンキヤ学派に依拠しているが、ヨーガ学派では最高神イーシュヴァラの存在を認める点が異なっている。内容としては主に観想法（瞑想）によるヨーガ、静的なヨーガであり、それゆえ「ラージャ・ヨーガ」(＝王・ヨーガ）と呼ばれている。『ヨーガ・スートラ』は、現代のヨーガへの理解に多大な影響を与えている。

### 後期ヨーガ
12世紀-13世紀には、タントラ的な身体観を基礎として、動的なヨーガが出現した。これはハタ・ヨーガ（力〔ちから〕ヨーガ）と呼ばれている。内容としては印相（ムドラー）や調気法（プラーナーヤーマ）などを重視し、超能力や三昧を追求する傾向もある。教典としては『ハタ・ヨーガ・プラディーピカー』、『ゲーランダ・サンヒター』、『シヴァ・サンヒター』がある。

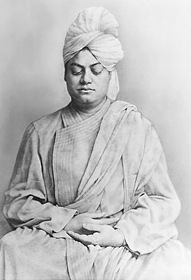
ヴィヴェーカーナンダ

他に後期ヨーガの流派としては、古典ヨーガの流れを汲むラージャ・ヨーガ、社会生活を通じて解脱を目指すカルマ・ヨーガ（行為の道）、人格神への献身を説くバクティ・ヨーガ（信愛の道）、哲学的なジュニャーナ・ヨーガ（知識の道）があるとされる。後三者は19世紀末にヴィヴェーカーナンダによって『バガヴァッド・ギーター』の三つのヨーガとして提示された。
ヨーガの歴史的研究を行ったマーク・シングルトンによれば、近代インドの傾向において、ハタ・ヨーガは望ましくない、危険なものとして避けられてきたという。ヴィヴェーカーナンダやシュリ・オーロビンド、ラマナ・マハルシら近代の聖者である指導者たちは、ラージャ・ヨーガやバクティ・ヨーガ、ジュニャーナ・ヨーガなどのみを語っていて、高度に精神的な働きや鍛錬のことだけを対象としており、ハタ・ヨーガは危険か浅薄なものとして扱われた。ヨーロッパの人々は、現在ではラージャ・ヨーガと呼ばれる古典ヨーガやヴェーダーンタなどの思想には東洋の深遠な知の体系として高い評価を与えたが、行法としてのヨーガとヨーガ行者には不審の眼を向けた。それは、17世紀以降インドを訪れた欧州の人々が遭遇した現実のハタ・ヨーガの行者等が、不潔と奇妙な振る舞い、悪しき行為、時には暴力的な行為に及んだことなどが要因であるという。

### 近現代のヨーガ
19世紀後半から20世紀前半に発達した西洋の身体鍛錬運動に由来する様々なポーズ（アーサナ）が、インド独自のものとして「ハタ・ヨーガ」の名によって体系化され、このヨーガ体操が近現代のヨーガのベースとなった。現在、世界中に普及しているヨーガは、この新しい「現代のハタ・ヨーガ」である。現代ヨーガの立役者の一人であるティルマライ・クリシュナマチャーリヤ（1888年 - 1989年）も、西洋式体操を取り入れてハタ・ヨーガの技法としてアレンジした。
インド伝統のエクササイズ（健康体操）と喧伝されることで、アーサナが中心となったハタ・ヨーガの名前が近現代に復権することになった。
2016年、ユネスコが推進する無形文化遺産にインド申請枠で登録された。

## インドの歴史の史料
インド人は、歴史意識を持たなかったと、批判的に語られることがあるが、これは近代的な歴史の叙述、あるいは古代ギリシアや古代中国に発する歴史記述の伝統とは異なった形で、インド人が歴史を語ってきたという事実を述べるに過ぎない。
その最も顕著な例として、プラーナ文献における歴史の語りがある。プラーナ文献は、神話を語る宗教文献として扱われることが最も多いが、宗教的な内容にとどまらず、人々の暮らしの規範や医学、音楽などに加え、歴史も重要な要素となっている。中でも、プラーナ文献の一種であるスタラ・プラーナは、特定の都市や寺院の起源を遡る、歴史意識によって編まれた文献群である。その叙述は、暦年によって系統立てられたものではなく、神々の事蹟や過去の偉人の生涯に関わらせる形で、その文献の主題となる都市や寺院の由緒を正統的に述べることに主眼がある。そのため、インド独特の歴史叙述とも言えるような特徴が見られるのである。
反対に、近代的な歴史学に直接に史料となりうるものに、碑文がある。最も古いものではアショーカ王碑文が有名であるが、王の即位後の年数や暦年が記されていることが多く、この点でもインド人に歴史意識が欠けていたとは言えないと考えられる。
インドの歴史において最も重要な史料である碑文のほかに、貨幣やその鋳型、印章・石柱・岩石・銅板・寺院の壁や床・煉瓦・彫刻などに刻まれた刻文、7世紀にバーナが著した『ハルシャ・チャリタ』に始まる伝記文学や12世紀にカルハナが著した『ラージャタランギニー』などの歴史書、その他の文献、さらにはメガステネース、プトレマイオス、法顕、玄奘などの外国人による記録も、インドの歴史の重要な史料となっている。

### 補注
1. ↑  都市活動の停止の要因としては、このほか乾燥化によるとする考えやアーリヤ人の侵入の結果とする考えなどがあるが、現在これらの説は否定されている。2007年現在有力視されている説は、土地の隆起によるインダス川の洪水の頻発、ガッガル・ハークラー川の干上がり、これらの要因によるインフラと農業生産力の衰亡である。しかしながら、この環境変動説も考古学的・地質学的証明の裏付けが十分とは言えない[4]。
2. ↑  例えば、近代インドを代表する聖者であるラマナ・マハルシ[35] は、修練方法としてジュニャーナ・ヨーガ、バクティ・ヨーガ、ラージャ・ヨーガを勧めている。ラマナは、霊性の向上は「心」そのものを扱うことで解決ができるという基本的前提から、ハタ・ヨーガには否定的であった。また、クンダリニー・ヨーガは、潜在的に危険であり必要もないものであり、クンダリニーがサハスラーラに到達したとしても真我の実現は起こらないと発言している[36]。
3. ↑  シングルトン 2014によれば、これらの行者のなかには、実際にかなり暴力的な方法で物乞いをする者達もいて、一般の人々から恐れられていたらしい。武装したハタ・ヨーガ行者たちは略奪行為を働くこともあった。略奪行為が統治者から禁止されるようになると、行者らはヨーガを見世物とするようになり、正統的なヒンドゥー教徒たちからは社会の寄生虫として蔑視されていた[37]。
4. ↑  伊藤雅之はこれを1920年代から1930年代のこととしているが、シングルトン 2014によれば、少なくともクリシュナマチャーリヤに関して言えば1930年代以降のことである。伊藤論文では西洋式体操から編み出された近代ハタ・ヨーガをひとりクリシュナマチャーリヤのみに帰しているような記述となっているが[38]、シングルトンによれば同時代のスワーミー・クヴァラヤーナンダとシュリー・ヨーゲーンドラも重要であり、クヴァラヤーナンダの活動はクリシュナマチャーリヤに先行している。また、伊藤は近代ハタ・ヨーガにはインド伝統武術に由来する要素もあるとしているが、シングルトンの著書にはそれを示唆する記述はない。